# Légende (Delius)
Légende is een compositie van Frederick Delius. Het manuscript van de versie voor viool en orkest is gedateerd op 1895, Parijs. Maar men is er vrijwel zeker van dat Delius het werk in eerste instantie had geschreven voor viool en piano. Hij liet het werk werk zelf als eerste uitvoeren met een dirigent uit Elberfeld die leiding gaf aan John Dunn als vioolsolist en Queen’s Hall Orchestra op 30  mei 1899. De orkestpartij raakte daarna in het slop. Later verscheen de versie voor viool en piano weer aan de oppervlakte en dat werd de populairste versie. Het werk is geschreven in een soort sonatevorm waarbij het beginthema later weer terugkomt. 
Op 30 mei 1899 was er sprake van een avond gewijd aan muziek van Delius. Het was een lange zit met 3½ uur muziek:
- Over the hills and far away (fantasie voor orkest)
- Légende
- Suite voor orkest (twee delen)
- Zeven Deense liederen (waarvan er maar 5 werden gezongen)
- Life’s dance toen nog Dance is life getiteld
- Mitternachtslied Zarathustras, dat later werd opgenomen in de Mass of Life
- Fragmenten uit Koanga, zijn opera

Légende is geschreven voor:
- solo viool
- 2 dwarsfluiten, 2 hobo’s, 2 klarinetten, 2 fagotten
- 2 hoorns
- pauken, 1  harp
- violen, altviolen, celli, contrabassen

Er zijn diverse opnamen in omloop van dit eendelig werkje.